# 124
Secole: Secolul I - Secolul al II-lea - Secolul al III-lea
Decenii: Anii 70 Anii 80 Anii 90 Anii 100 Anii 110 - Anii 120 - Anii 130 Anii 140 Anii 150 Anii 160 Anii 170
Ani: 119 | 120 | 121 | 122 | 123 | 124 | 125 | 126 | 127 | 128 | 129
Anul 124 (CXXIV) a fost un an al calendarului iulian.

## Evenimente
- Împăratul Hadrian acordă castrului Napoca statutul de municipiu, sub numele de municipium Aelium Hadrianum Napoca.

## Nașteri
- Lucius Apuleius, filosof platonician, orator și scriitor roman (d. 170).